# ALL SINGLES BEST 〜THANX 10th ANNIVERSARY〜
『ALL SINGLES BEST 〜THANX 10th ANNIVERSARY〜』（オール・シングルス・ベスト・サンクス・テンス・アニバーサリー）は、日本の歌手・愛内里菜が2009年12月16日にGIZA studioから発売した、オールタイム・ベスト・アルバム（2ndベスト・アルバム）。

## 概要
- 「THANX 10th ANNIVERSARY」第4弾作品として、過去にリリースしたシングル31作に、両A面シングル曲5曲を全て収録した初のコンプリート・ベスト尚且つ、公認オールタイム・ベストアルバムである。
- 全曲に、クリアな低音のデジタル・リマスタリング音源が施されており、音質が向上している。
- 初回限定版は『RINAMATSURI 2009 -Thanx Very Much- REQUEST COUNT DOWN』と題したDVDとブックレットが付属。
- 通常版のみボーナス・トラックとして新曲「GIFT」を収録。

## 規格品番

### 初回限定盤
CD
- Disc 1：GZCA-5205
- Disc 2：GZCA-5206
- Disc 3：GZCA-5207

DVD
- GZBB-5205

### 通常盤（CDのみ）
- Disc 1：GZCA-5208
- Disc 2：GZCA-5209
- Disc 3：GZCA-5210

## 収録曲

### CD【全形態共通】

#### Disc 1
1. Close To Your Heart
1stシングル。
2. It's crazy for you
2ndシングル。
3. Ohh! Paradise Taste!!
3rdシングル。
4. 恋はスリル、ショック、サスペンス
4thシングル。
5. FAITH
5thシングル。
6. Run up
6thシングル。
7. NAVY BLUE
7thシングル。
8. Forever You 〜永遠に君と〜
8thシングル。
9. I can't stop my love for you♥
9thシングル。
10. Sincerely Yours
10thシングル『Sincerely Yours／Can you feel the POWER OF WORDS?』の1曲目。
11. Can you feel the POWER OF WORDS? -DJ ME-YA'S ESSENCE OF WORDS-
10thシングル『Sincerely Yours／Can you feel the POWER OF WORDS?』の2曲目。シングルバージョンはアルバム初収録。
12. Deep Freeze
11thシングル。

#### Disc 2
1. 風のない海で抱きしめて
12thシングル。
2. FULL JUMP
13thシングル。
3. Over Shine
14thシングル。
4. 空気
15thシングル。
5. Dream×Dream
16thシングル。
6. START
17thシングル。
7. Boom-Boom-Boom
18thシングル。
8. 赤く熱い鼓動
19thシングル。
9. ORANGE★NIGHT
20thシングル。シングルバージョンはアルバム初収録。
10. GLORIOUS
21stシングル『GLORIOUS／PRECIOUS PLACE』の1曲目。
11. PRECIOUS PLACE
21stシングル『GLORIOUS／PRECIOUS PLACE』の2曲目。
12. MIRACLE
22ndシングル。

#### Disc 3
1. 薔薇が咲く 薔薇が散る
23rdシングル。
2. Mint
24thシングル。
3. 眠れぬ夜に
25thシングル『眠れぬ夜に／PARTY TIME PARTY UP』の1曲目。
4. PARTY TIME PARTY UP
25thシングル『眠れぬ夜に／PARTY TIME PARTY UP』の2曲目。
5. I believe you 〜愛の花〜
26thシングル。
6. 君との出逢い 〜good bye my days〜
27thシングル。
7. Friend
28thシングル『Friend／素顔のまま』の1曲目。
8. 素顔のまま
28thシングル『Friend／素顔のまま』の2曲目。
9. アイノコトバ
29thシングル。
10. STORY
30thシングル『STORY／SUMMER LIGHT』の1曲目。アルバム初収録。
11. SUMMER LIGHT
30thシングル『STORY／SUMMER LIGHT』の2曲目。アルバム初収録。
12. MAGIC
31stシングル。アルバム初収録。
13. GIFT (bonus track)
通常盤（3CD）のみ収録の新曲。

### DVD【初回限定盤のみ】
RINA ♥ MATSURI 2009 -Thanx Very Much- REQUEST COUNT DOWN
1. Friend
2. green way
3. NAVY BLUE
4. DELIGHT
5. yellow carpet
6. Forever You 〜永遠に君と〜
7. Dear…。From…。
8. Her Lament 〜誰にも聞こえない彼女の叫び〜
9. 恋はスリル、ショック、サスペンス
10. Dream×Dream